# Pablo Landoni
Ángel Pablo Landoni Couture (Montevideo, Uruguay, 21 de setiembre de 1963) es un abogado, académico y político uruguayo, quien se desempeñó como subsecretario (viceministro) del Ministerio de Educación y Cultura entre 1992 y 1995.

## Primeros años
Nació en Montevideo el 21 de setiembre de 1963.
En 1982 ingresó a cursar estudios en la entonces Facultad de Derecho y Ciencias Sociales de la Universidad de la República, donde se graduó como abogado, prestando juramento en setiembre de 1988.
Realizó una maestría en Administración y Políticas Públicasen la Universidad Cornell de Estados Unidos entre 1995 y 1997, habiendo sido beneficiario de una beca Fulbright para sus estudios de postgrado y como investigadoren los años 2005-2006.

## Subsecretario de Educación y Cultura
El 19 de agosto de 1992 el presidente Luis Alberto Lacalle y su nuevo ministro de Educación y Cultura, Antonio Mercader designaron a Landoni como subsecretario de dicha cartera,sustiuyendo a Carlos Rodríguez Labruna que había acompañado en la subsecretaría al anterior ministro Guillermo García Costa.
Con 28 años al momento de su designación, Landoni fue uno de los integrantes más jóvenes del gabinete del gobierno de Lacalle, junto con los subsecretarios del Ministerio de Economía y Finanzas Javier de Haedo (1991) y Gustavo Licandro (1991-1995) también menores de 30 años al asumir sus cargos.
Ocupó dicho puesto durante dos años y medio, hasta la finalización del mandato presidencial de Lacalle.
En marzo de 1995, al asumir funciones el segundo gobierno de Julio María Sanguinetti, Mercader y Landoni fueron sucedidos como ministro y subsecretario del MEC por Samuel Lichtensztejn y Antonio Guerra Caraballo respectivamente.

## Consejo Consultivo de Enseñanza Terciaria Privada
En 2003 fue nombrado miembro alterno del Consejo Consultivo de Enseñanza Terciaria Privada en representación de las universidades privadas,cargo al que renunció al año siguiente.
En junio de 2005 fue nuevamente nombrado para integrar dicho Consejo Consultivo, pero esta vez como miembro titular.
En noviembre de 2008 volvió a ocupar el cargo de miembro alterno,al que renunció en 2011.

## Otras actividades
Fue profesor de Ciencia Política en la Facultad de Derecho de la Universidad Católica del Uruguay.
Es miembro del programa para investigación en educación superior privada del Departamento de Política educativa y liderazgo de la Universidad de Albany.
Integró la Comisión de Acreditación de carreras universitarias del Mercosur,actuando como evaluador de universidades y de carreras universitarias de grado y postgrado en Colombia, Chile y Paraguay, así como en calidad de consultor de la OCDE para el estudio del sistema de educación superior en México.
Se desempeñó como coordinador del Sistema Nacional de Información, así como integrante de una Comisión Asesora para el Mercado Común del Conocimiento.
Fue Decano del Instituto Universitario Asociación Cristiana de Jóvenesentre 2017 y 2020.
En 2023 fue nombrado miembro del Consejo Directivo de la Agencia del Cine y el Audiovisual de Uruguay, al que renunció en 2024.
En mayo de 2024 asumió como vicerrector académico de la Universidad ORT.
Es autor de numerosos artículos y publicaciones sobre temas de su especialidad.

## Director general del MEC
El 1 de marzo de 2020 el nuevo presidente Luis Lacalle Pou y su ministro de Educación y Cultura Pablo da Silveira nombraron a Landoni como director general de Secretaría de dicha cartera,tercer puesto en jerarquía en los ministerios en Uruguay luego del ministro y el subsecretario.
Desempeñó dicho cargo durante exactamente cuatro años, siéndole aceptada su renuncia el 20 de febrero de 2024 con efectividad a partir del 1° de marzo siguiente y siendo reemplazado por Gastón Gianero.

## Vida personal
Es hijo de Ángel Américo Landoni Sosa y de Inés Aurelia Couture Scarlatto, quienes se casaran en 1962.
Su padre, tambíén abogado, es un reconocido especialista y excatedrático de Derecho Procesal en la Facultad de Derecho de la UDELAR.En tanto que por línea materna es nieto del célebre jurista -también procesalista- Eduardo Couture.
Pablo Landoni contrajo matrimonio en 1990 con Julie Charline Pelto Areta,con quien tiene dos hijos, Diana María y Juan Pablo Landoni Pelto.